# Ulma
Ulma (ukrainisch Ілем) ist eine aus den Dörfern Costileva, Lupcina, Măgura, Nisipitu und Ulma bestehende Gemeinde im rumänischen Kreis Suceava in der Region Bukowina.
Die Gemeinde liegt am Fluss Suceava. Ulma liegt unmittelbar an der ukrainisch-rumänischen Grenze, nahe der ukrainischen Dörfer Halyziwka (Галицівка) und Ruska (Руська) im Rajon Putyla (Oblast Tscherniwzki).

## Bevölkerung
Bei der Volkszählung 2002 wurden auf dem Gebiet der Gemeinde Ulma 2289 Menschen registriert. 946 davon waren Rumänen und restliche 1343 waren Ukrainer. 2011 wurden 1171 Rumänen und 811 Ukrainer gezählt.